# Pris vare Gud som låter
Pris vare Gud som låter är en morgonpsalm med fem strofer, skriven av Johan Olof Wallin 1812 och anses vara en av hans originaltexter. Psalmen är med i 1986 års ekumeniska psalmbok.
Melodin komponerad 1615 av Melchior Teschner och används också till, bland flera andra, psalmen Jag lyfter mina händer.
|  |
|  |

## Publicerad som
- Nr 421 i 1819 års psalmbok under rubriken "Med avseende på särskilda personer, tider och omständigheter: Morgon och afton: Morgonpsalmer".
- Nr 670 i Svenska Missionsförbundets sångbok 1920 under rubriken "Morgon och afton".
- Nr 713 i Sionstoner 1935 under rubriken "Morgon och afton".
- Nr 421 i 1937 års psalmbok under rubriken "Morgon".
- Nr 177 i Den svenska psalmboken 1986 under rubriken "Dagens och årets tider. Morgon."